# دورین ونکمپ
دورین ونکمپ (زاده ۵ آوریل ۱۹۹۵) یک ورزشکار تیراندازی آلمانی و قهرمان جهان است.

## افتخارات
او در مسابقات جهانی تیراندازی ۲۰۱۸ شرکت کرد و مدال گرفت. در مسابقات قهرمانی اروپا ۲۰۲۲، او با مونیکا کارش و میشل اسکریس عنوان تیمی تپانچه ۲۵ متر زنان را به دست آورد. در مسابقات تیراندازی قهرمانی جهان ۲۰۲۳ او قهرمان جهان در ماده تپانچه ۲۵متر شد. او در سال ۲۰۲۳ به عنوان بهترین ورزشکار زن سال ISSF انتخاب شد.

## رکوردها
| زنان (CISM)الگو:Shooting WR SP Women CISM Individual |